# John T. Cole
Pour les articles homonymes, voir Cole.
John Tupper Cole (23 juillet 1895 - 24 avril 1975) était un officier très décoré de l'armée de terre américaine (US Army) avec le grade de brigadier général (général de brigade). Diplômé de l'Académie militaire des États-Unis et vétéran des deux guerres mondiales, il est surtout connu pour son service en tant que colonel et commandant du Combat Command B, de la 5e division blindée (5th Armored Division), lors des combats sur le front occidental.
Après la guerre, il est resté dans l'US Army et a atteint le grade de brigadier général (général de brigade). Il a servi en tant que chef du groupe consultatif de l'assistance militaire des États-Unis en Thaïlande pendant la guerre de Corée et a terminé sa carrière en tant que général commandant par intérim de la 3e division blindée (3rd Armored Division),.

## Biographie

### Jeunesse
John T. Cole est né le 23 juillet 1895 à West Point, dans l'État de New York. Il est le fils du colonel de cavalerie James A. Cole et de Marry Tupper, fille du major Tullius Tupper, également membre de la cavalerie et diplômé de West Point. Après le lycée, John a suivi les traces de son père et a été nommé à l'Académie militaire des États-Unis à West Point, dans l'État de New York, au cours de l'été 1913. Pendant son séjour à l'académie, il est capitaine de l'équipe de basket-ball et joue également un rôle actif dans l'équipe de football,,,.
Il fait partie de la promotion qui a produit plus de 55 futurs officiers généraux, dont deux chefs d'état-major de l'armée de terre - Joseph L. Collins et Matthew B. Ridgway. Parmi ses autres camarades de classe figurent : Clare H. Armstrong, Aaron Bradshaw Jr., Mark W. Clark, William W. Eagles, Norman D. Cota, John M. Devine, Theodore L. Futch, Augustus M. Gurney, Charles H. Gerhardt, William Kelly Harrison Jr., Ernest N. Harmon, George H. Weems, Robert W. Hasbrouck, Frederick A. Irving, Laurence B. Keiser, Charles S. Kilburn, Bryant E. Moore, Daniel Noce, Onslow S. Rolfe, Herbert N. Schwarzkopf, Albert C. Smith, George D. Wahl et Raymond E. S. Williamson.
Cole obtient son diplôme de Bachelor of Science le 20 avril 1917, peu après l'entrée des États-Unis dans la Première Guerre mondiale, et est nommé sous-lieutenant (second lieutenant) dans la branche cavalerie. Il termine sa formation de base à Fort Sam Houston, au Texas, tout en étant rattaché au 3e régiment de cavalerie (3rd Cavalry Regiment) et embarque pour la France. Son régiment est chargé d'assurer le fonctionnement de trois grands dépôts de remonte de chevaux. Les trois escadrons sont chargés d'acheter les chevaux, les mules et le fourrage, de soigner, de conditionner et d'entraîner les montures avant de les distribuer, et de distribuer les montures au corps expéditionnaire américain,.
Il est ensuite promu successivement premier lieutenant (first lieutenant) et captain (capitaine) et participe aux opérations de soutien de l'offensive Meuse-Argonne à la fin de l'année 1918. Après l'armistice, Cole est transféré au Corps de chars des forces expéditionnaires américaines (Tank Corps of the American Expeditionary Forces) et nommé instructeur à l'école de chars de Bourg. Au cours de son service au sein du Tank Corps pendant la Première Guerre mondiale, il rencontre George S. Patton et se lie d'amitié avec lui,,.

### Entre-deux-guerres
Après son retour aux États-Unis, il sert dans la 3e cavalerie jusqu'à l'été 1922, date à laquelle il s'inscrit au cours des officiers de troupe à l'école de cavalerie de l'US Army (Army Cavalry School) à Fort Riley, au Kansas, et obtient son diplôme un an plus tard. Cole rejoint ensuite la 3e cavalerie pour une brève période, mais il est ensuite affecté à l'Académie militaire des États-Unis à West Point, dans l'État de New York, en tant qu'officier tactique et instructeur en équitation,,.
Cole passe quatre ans à ce poste et retourne à l'école de cavalerie de Fort Riley, au Kansas, en mai 1929, pour suivre le cours avancé des officiers de troupe, qu'il termine en juin 1929. Il s'inscrit ensuite au cours avancé d'équitation de l'école de cavalerie, qu'il termine en mai 1930,.
Il rejoint ensuite l'équipe de concours hippique de l'US Army et l'équipe équestre olympique des États-Unis et est cavalier de réserve lors des Jeux olympiques d'été de 1932. Le capitaine Cole reste dans les équipes équestres jusqu'en 1934 et rejoint le 7e régiment de cavalerie (7th Cavalry Regiment) en tant que commandant du 2e escadron. Il est en garnison avec cette unité à Fort Bliss, au Texas, jusqu'en juin 1937, date à laquelle il entre à l'École de commandement et d'état-major général de l'US Army (Army Command and General Staff School) à Fort Leavenworth, au Kansas, dont il sort diplômé un an plus tard,,,.
Après l'obtention de son diplôme, il est affecté au 2e régiment de cavalerie (2nd Cavalry Regiment) à Fort Riley, dans le Kansas, et sert en tant qu'officier exécutif du régiment jusqu'en avril 1941, date à laquelle il succède à un autre brillant cavalier, Harry Chamberlin, à la tête du régiment. Cole est alors promu au rang de colonel,,.

### Seconde Guerre mondiale
Après l'entrée des États-Unis dans la Seconde Guerre mondiale, Cole est transféré à la Force blindée en juillet 1942 et affecté à la 5e division blindée (5th Armored Division) en octobre de la même année. Il prend ensuite le commandement du 81e régiment blindé (81st Armor Regiment) et reste à la tête de cette unité jusqu'en septembre 1943, date à laquelle il reçoit l'ordre de rejoindre la 5e division blindée à Pine Camp, dans l'État de New York,,.
Cole est ensuite nommé commandant du Combat Command B, une unité combinée de la taille d'une brigade composée de chars, d'infanterie blindée, de bataillons d'artillerie de campagne blindée et d'unités du génie. Il embarque avec la division pour la France en juin 1944 et débarque à Utah Beach le 24 juillet. Il dirige son unité pendant la dernière phase de l'invasion de la Normandie et le Combat Command B participe aux combats près d'Argentan et de Dreux.
Le Combat Command B (CCB) élimine l'ennemi entre l'Eure et la Seine et se dirige vers le nord à travers la forêt de Compiègne jusqu'à la frontière belge à Condé. Après des combats au Luxembourg, les troupes de Cole furent les premières unités alliées à franchir la frontière allemande, lorsqu'une petite patrouille de la Troupe B du 85e escadron de reconnaissance de la cavalerie (85th Cavalry Reconnaissance Squadron) franchit la frontière de l'Our à Stalzemburg le 11 septembre 1944.
Cole dirigea ensuite le CCB pendant les combats dans la zone des casemates au-delà de Wallendorf afin d'attirer d'importantes forces allemandes de la région d'Aix-la-Chapelle. Le CCB s'empare ensuite de la ville de Rheindahlen en février 1945 et s'arrête à l'Elbe le 13 avril 1945. Au cours de cette période, le CCB participe à la destruction totale de la Panzerdivision Clausewitz.
Pour avoir dirigé le Combat Command B tout au long de la guerre, Cole a été décoré de la Silver Star, de la Legion of Merit, de cinq Bronze Star Medals et de la Purple Heart pour les blessures subies au combat. Les Alliés lui ont décerné plusieurs décorations, dont la Légion d'honneur, la Croix de guerre française 1939-1945 avec palme, la Croix de guerre belge ou la Croix de guerre luxembourgeoise (voir ci-dessous pour la liste complète),,.

### Carrière après la guerre
Après une période d'occupation en Allemagne, Cole retourne aux États-Unis et devient chef d'état-major, puis commandant par intérim du district militaire de Washington (en tant que colonel). À ce titre, il est responsable de la défense de la région de la capitale nationale, y compris le Pentagone, et des tâches cérémonielles du district,,.
Cole est promu au rang de brigadier général (général de brigade) à la mi-1950 et nommé membre américain du Conseil de sécurité des Nations unies. En septembre de la même année, il est envoyé à Bangkok, en Thaïlande, où il est chargé d'organiser le Groupe consultatif sur l'assistance militaire des États-Unis. Cole a servi en tant que chef du groupe consultatif pendant la guerre de Corée et a contribué à la formation des forces armées thaïlandaises en vue d'un déploiement au combat. Il a également servi d'observateur des troupes thaïlandaises en Corée. Pour son rôle dans cette mission, Cole a été décoré de l'Ordre de l'Éléphant blanc par le gouvernement thaïlandais,.
Il retourne ensuite aux États-Unis et occupe le poste de commandant adjoint de la 3e division blindée, qui est chargée de la formation des unités de chars de remplacement pendant la guerre de Corée. Cole est également commandant de division par intérim de novembre à décembre 1952 et prend sa retraite à la mi-1953,.

### La retraite
Après avoir pris sa retraite de l'armée après presque 36 ans, Cole s'est installé à Huntington Bay, dans l'État de New York, où il a construit une maison. Il a été nommé superviseur du canton de Huntington par le United Citizens Party, a été actif au sein de la United States Armor Association et a pratiqué le golf. Cole a ensuite été directeur du National Horse Show et a été décoré par le gouvernement suédois pour son travail dans le cadre des épreuves équestres des Jeux olympiques de Stockholm en 1956,,.
Le général de brigade John T. Cole est décédé le 24 avril 1975, à l'âge de 79 ans, à Denville, dans le New Jersey, et a été enterré avec tous les honneurs militaires au cimetière national d'Arlington, en Virginie. Son épouse Janet MacKay Cole est enterrée à ses côtés. Ils ont eu ensemble un fils et une fille,.

## Décorations
La barrette de rubans du brigadier général John T. Cole comprend:
| |  |                                                       |                           |
| Bronze oak leaf cluster · Bronze oak leaf cluster · Bronze oak leaf cluster · Bronze oak leaf cluster |  |                                                       | Bronze star · Bronze star |
| |  | Bronze star · Bronze star · Bronze star · Bronze star |                           |
| |  |                                                       |                           |
| |  |                                                       |                           |
| |  |                                                       |                           |

| 1er rang | Silver Star                                   | Silver Star                                   | Silver Star                                   | Silver Star                                   | Silver Star                                     | Silver Star                                     | Silver Star                                     | Silver Star                                     | Legion of Merit                                                                  | Legion of Merit                                                                  | Legion of Merit                                                                  | Legion of Merit                                                                  | Legion of Merit                                      | Legion of Merit                                      | Legion of Merit                                      |                                                      |
| 2e rang  | Bronze Star Medal avec 4 feuilles de chêne    | Bronze Star Medal avec 4 feuilles de chêne    | Bronze Star Medal avec 4 feuilles de chêne    | Bronze Star Medal avec 4 feuilles de chêne    | Army Commendation Medal                         | Army Commendation Medal                         | Army Commendation Medal                         | Army Commendation Medal                         | Purple Heart                                                                     | Purple Heart                                                                     | Purple Heart                                                                     | Purple Heart                                                                     | World War I Victory Medal avec 2 agrafes de combat   | World War I Victory Medal avec 2 agrafes de combat   | World War I Victory Medal avec 2 agrafes de combat   | World War I Victory Medal avec 2 agrafes de combat   |
| 3e rang  | American Defense Service Medal                | American Defense Service Medal                | American Defense Service Medal                | American Defense Service Medal                | American Campaign Medal                         | American Campaign Medal                         | American Campaign Medal                         | American Campaign Medal                         | European-African-Middle Eastern Campaign Medal avec 4 Service stars              | European-African-Middle Eastern Campaign Medal avec 4 Service stars              | European-African-Middle Eastern Campaign Medal avec 4 Service stars              | European-African-Middle Eastern Campaign Medal avec 4 Service stars              | World War II Victory Medal                           | World War II Victory Medal                           | World War II Victory Medal                           | World War II Victory Medal                           |
| 4e rang  | Army of Occupation Medal                      | Army of Occupation Medal                      | Army of Occupation Medal                      | Army of Occupation Medal                      | National Defense Service Medal                  | National Defense Service Medal                  | National Defense Service Medal                  | National Defense Service Medal                  | Korean Service Medal                                                             | Korean Service Medal                                                             | Korean Service Medal                                                             | Korean Service Medal                                                             | Chevalier de la Légion d'honneur (France)            | Chevalier de la Légion d'honneur (France)            | Chevalier de la Légion d'honneur (France)            | Chevalier de la Légion d'honneur (France)            |
| 5e rang  | Croix de guerre 1939-1945 avec palme (France) | Croix de guerre 1939-1945 avec palme (France) | Croix de guerre 1939-1945 avec palme (France) | Croix de guerre 1939-1945 avec palme (France) | Officier de l'Ordre de Léopold (Belgique)       | Officier de l'Ordre de Léopold (Belgique)       | Officier de l'Ordre de Léopold (Belgique)       | Officier de l'Ordre de Léopold (Belgique)       | Croix de guerre avec palme (Belgique)                                            | Croix de guerre avec palme (Belgique)                                            | Croix de guerre avec palme (Belgique)                                            | Croix de guerre avec palme (Belgique)                                            | Officier de l'Ordre d'Adolphe de Nassau (Luxembourg) | Officier de l'Ordre d'Adolphe de Nassau (Luxembourg) | Officier de l'Ordre d'Adolphe de Nassau (Luxembourg) | Officier de l'Ordre d'Adolphe de Nassau (Luxembourg) |
| 6e rang  | Croix de guerre (Luxembourg)                  | Croix de guerre (Luxembourg)                  | Croix de guerre (Luxembourg)                  | Croix de guerre (Luxembourg)                  | Chevalier de l'Ordre d'Orange-Nassau (Pays-Bas) | Chevalier de l'Ordre d'Orange-Nassau (Pays-Bas) | Chevalier de l'Ordre d'Orange-Nassau (Pays-Bas) | Chevalier de l'Ordre d'Orange-Nassau (Pays-Bas) | Chevalier commandeur (Seconde classe) de l'Ordre de l'Éléphant blanc (Thaïlande) | Chevalier commandeur (Seconde classe) de l'Ordre de l'Éléphant blanc (Thaïlande) | Chevalier commandeur (Seconde classe) de l'Ordre de l'Éléphant blanc (Thaïlande) | Chevalier commandeur (Seconde classe) de l'Ordre de l'Éléphant blanc (Thaïlande) | Médaille des Nations unies pour la Corée             | Médaille des Nations unies pour la Corée             | Médaille des Nations unies pour la Corée             | Médaille des Nations unies pour la Corée             |

## Source
- (en) Cet article est partiellement ou en totalité issu de l’article de Wikipédia en anglais intitulé « John T. Cole » (voir la liste des auteurs).